# Congo-Kinshasa op de Olympische Zomerspelen 1968
Congo-Kinshasa debuteerde op de Olympische Spelen tijdens de Olympische Zomerspelen 1968 in Mexico-Stad, Mexico. Er werd geen medaille gewonnen. Pas in 1984 zou de tweede deelname volgen, dat maal onder de naam "Zaïre".

## Deelnemers en resultaten
(m) = mannen, (v) = vrouwen 

### Wielersport
| Olympiër                                                        | Discipline         | Resultaat | Prestatie      |
| --------------------------------------------------------------- | ------------------ | --------- | -------------- |
| Jean Barnabe                                                    | wegwedstrijd (m)   | DNF       | niet gefinisht |
| Constantin Kabemba                                              | wegwedstrijd (m)   | DNF       | niet gefinisht |
| Samuel Kibamba                                                  | wegwedstrijd (m)   | DNF       | niet gefinisht |
| Ignace Mandjambi                                                | wegwedstrijd (m)   | DNF       | niet gefinisht |
| Constantin Kabemba François Ombanzi Jean Barnabe Samuel Kibamba | ploegentijdrit (m) | 30e       | 2:42.57,58     |

Afghanistan · Algerije · Amerikaanse Maagdeneilanden · Argentinië · Australië · Bahama's · Barbados · België · Bermuda · Birma · Bolivia · Bondsrepubliek Duitsland · Brazilië · Brits-Honduras · Bulgarije · Canada · Centraal-Afrikaanse Republiek · Ceylon · Chili · Colombia · Congo-Kinshasa · Costa Rica · Cuba · Denemarken · Dominicaanse Republiek · Duitse Democratische Republiek · Ecuador · El Salvador · Ethiopië · Fiji · Filipijnen · Finland · Frankrijk · Ghana · Griekenland · Groot-Brittannië · Guatemala · Guinee · Guyana · Honduras · Hongarije · Hongkong · Ierland · IJsland · India · Indonesië · Irak · Iran · Israël · Italië · Ivoorkust · Jamaica · Japan · Joegoslavië · Kameroen · Kenia · Koeweit · Libanon · Libië · Liechtenstein · Luxemburg · Madagaskar · Maleisië · Mali · Malta · Marokko · Mexico · Monaco · Mongolië · Nederland · Nederlandse Antillen · Nicaragua · Nieuw-Zeeland · Niger · Nigeria · Noorwegen · Oeganda · Oostenrijk · Pakistan · Panama · Paraguay · Peru · Polen · Portugal · Puerto Rico · Roemenië · San Marino · Senegal · Sierra Leone · Singapore · Soedan · Sovjet-Unie · Spanje · Suriname · Syrië · Taiwan · Tanzania · Thailand · Trinidad en Tobago · Tunesië · Turkije · Tsjaad · Tsjecho-Slowakije · Uruguay · Venezuela · Verenigde Arabische Republiek · Verenigde Staten · Vietnam · Zambia · Zuid-Korea · Zweden · Zwitserland